# Wohnhaus Karl-Liebknecht-Straße 31

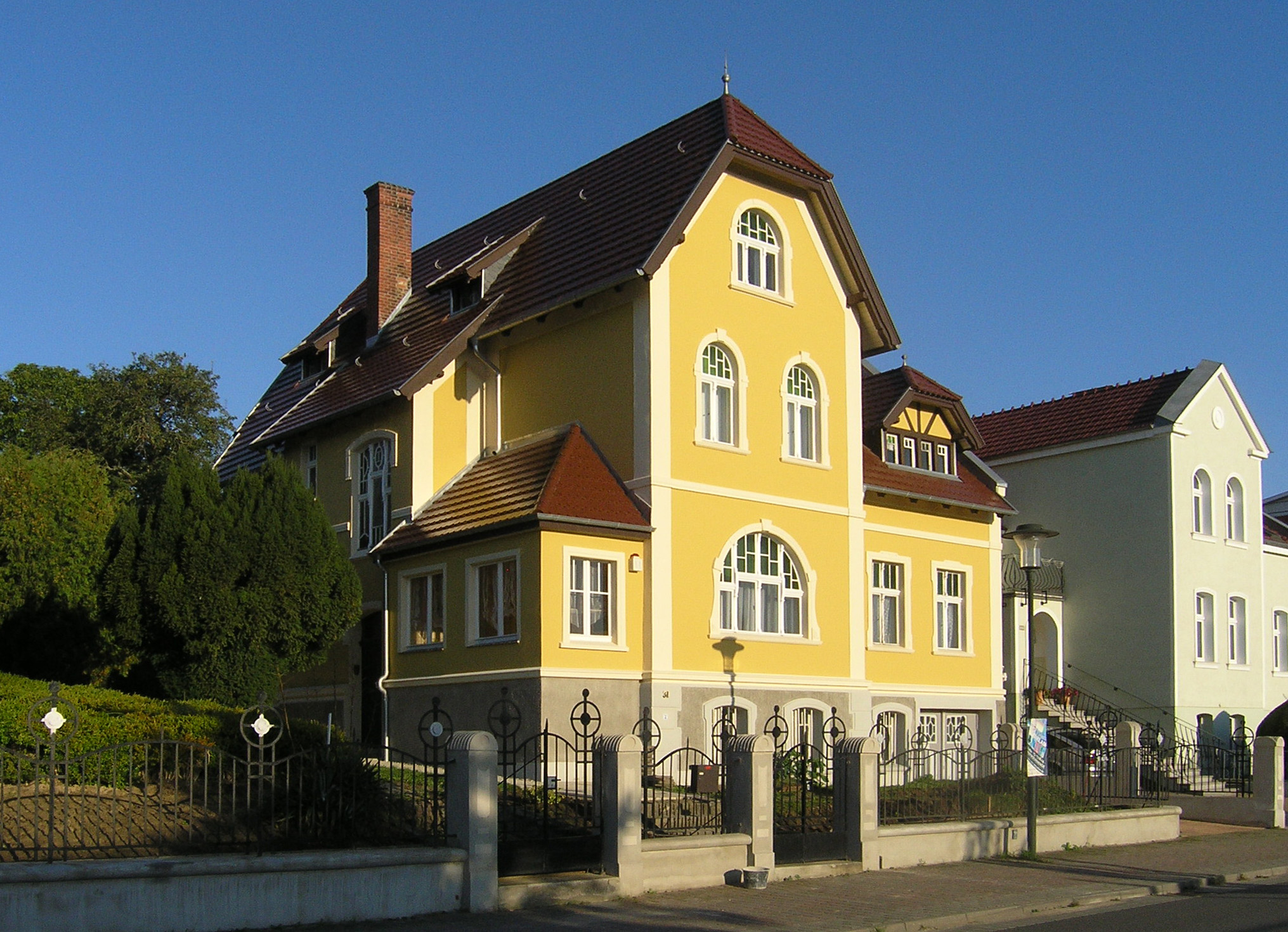

Das Wohnhaus Karl-Liebknecht-Straße 31 in Altentreptow (Mecklenburg-Vorpommern) wurde 1909 gebaut.
Das Gebäude steht unter Denkmalschutz.

## Geschichte
Das zweigeschossige, verputzte, sanierte und differenzierte Wohnhaus mit einem Krüppelwalmdach und dem hohen Sockelgeschoss wurde 1909 nach Plänen von Ratsbaumeister Foelchow gebaut. Es ist im Ort eines der wenigen Beispiele der Architektur im zurückhaltenden Jugendstil. Bemerkenswert ist die Gestaltung der Fenster und der Zaunanlage.
Das Haus wurde 2013/2014 saniert.